# Perissomastix sericea
Perissomastix sericea är en fjärilsart som beskrevs av László Anthony Gozmány. Perissomastix sericea ingår i släktet Perissomastix och familjen äkta malar. Inga underarter finns listade i Catalogue of Life.